# Rudolph Johannes Frederik Henrichsen
Rudolph Johannes Frederik Henrichsen (15. april 1800 i Schwerin–natten mellem 14. og 15. juli 1871 i Odense) var en dansk filolog og skolemand.
Henrichsen, der var født af jødiske forældre, blev fra 1811 opdraget hos sin morbroder, den bekendte købmand, senere journalist Nathanson i København, hvor han blandt andet omgiks med digteren Hertz. I 1818 blev han student fra Borgerdydskolen i København, hvis rektor Michael Nielsen vakte hans interesse for klassiske studier. I 1822 tog han universitetets guldmedalje for en historisk afhandling, 1825 filologisk embedseksamen; i forvejen havde han ladet sig døbe. I 1826 blev han adjunkt ved Metropolitanskolen, 1828 overlærer i Helsingør; samme år disputerede han for magistergraden. I 1830 blev han lektor i latinsk filologi i Sorø, 1843 rektor i Odense og professor, 1868 etatsråd.I 1842 blev han medlem af Videnskabernes Selskab. Henrichsen sluttede sig i sin studietid nøje til Madvig og hans kreds ("den faste stok" af unge filologer); sammen med Elberling udgav han 1826 Garatonis Notæ in Ciceronis orationes. Hans hovedværk er en udgave af Ciceros De oratore (1830) med tekstkritiske bidrag af Madvig. I Sorø beskæftigede han sig særlig med byzantinsk filologi: Om den nygræske eller saakaldte Reuchlinske Udtale af det hellenske Sprog (program Sorø 1836) og Om de saakaldte politiske Vers hos Grækerne (sammesteds 1838), Om Schedografien i de byzantinske Skoler (program Odense 1843). I sine senere år skrev han: Bidrag til Skoletugtens Historie i Norden (program Odense 1853), Deposits og Pennalisme (sammesteds 1856). Nævnes må endnu hans magisterdisputats De carminibus Cypriis (1828) og hans skolebøger, stykker til oversættelse dels fra dansk til latin, dels fra latin til dansk.